# Torre de Tóquio
A Torre de Tóquio (東京タワー, Tōkyō tawā) é uma torre de comunicação e um belveder localizado no distrito Shiba-koen em Minato, Tóquio, Japão. Com 333 metros de altura, é a segunda maior estrutura artificial do Japão. Esta construção foi inspirada na Torre Eiffel com estrutura treliçada, pintada de branco e laranja para fazer cumprir com os regulamentos da segurança aérea. Erguida em 1958, a torre é uma das principais fontes da receita de turismo de Tóquio. Mais de 160 milhões de pessoas já visitaram o local desde a sua inauguração. Ela abriga o FootTown, um prédio de quatro andares localizado precisamente sob a torre com casas-museus, restaurantes e lojas. No exterior deste bloco, os hóspedes podem visitar duas plataformas de observação. O Observatório Principal está localizado a 150 metros de altura, enquanto que o Observatório Especial de menores dimensões situa-se a uma altura de 250 metros.
A torre funciona como uma estrutura de apoio para uma antena. Originalmente concebida para transmissão de sinais televisivos, antenas de rádio foram na torre instaladas em 1961, sendo atualmente utilizadas para transmissão de sinais de rádio e de canais de comunicação japoneses como a NHK, TBS e Fuji TV. No entanto, o projeto de transição para a televisão digital do Japão, em julho de 2011, foi problemático; a Torre de Tóquio não era alta o suficiente para suportar adequadamente a completa radiodifusão digital terrestre para a área. Portanto, a 29 de fevereiro de 2012, foi construída a Tokyo Sky Tree, a mais alta torre de transmissão digital e maior estrutura do país.

## Construção

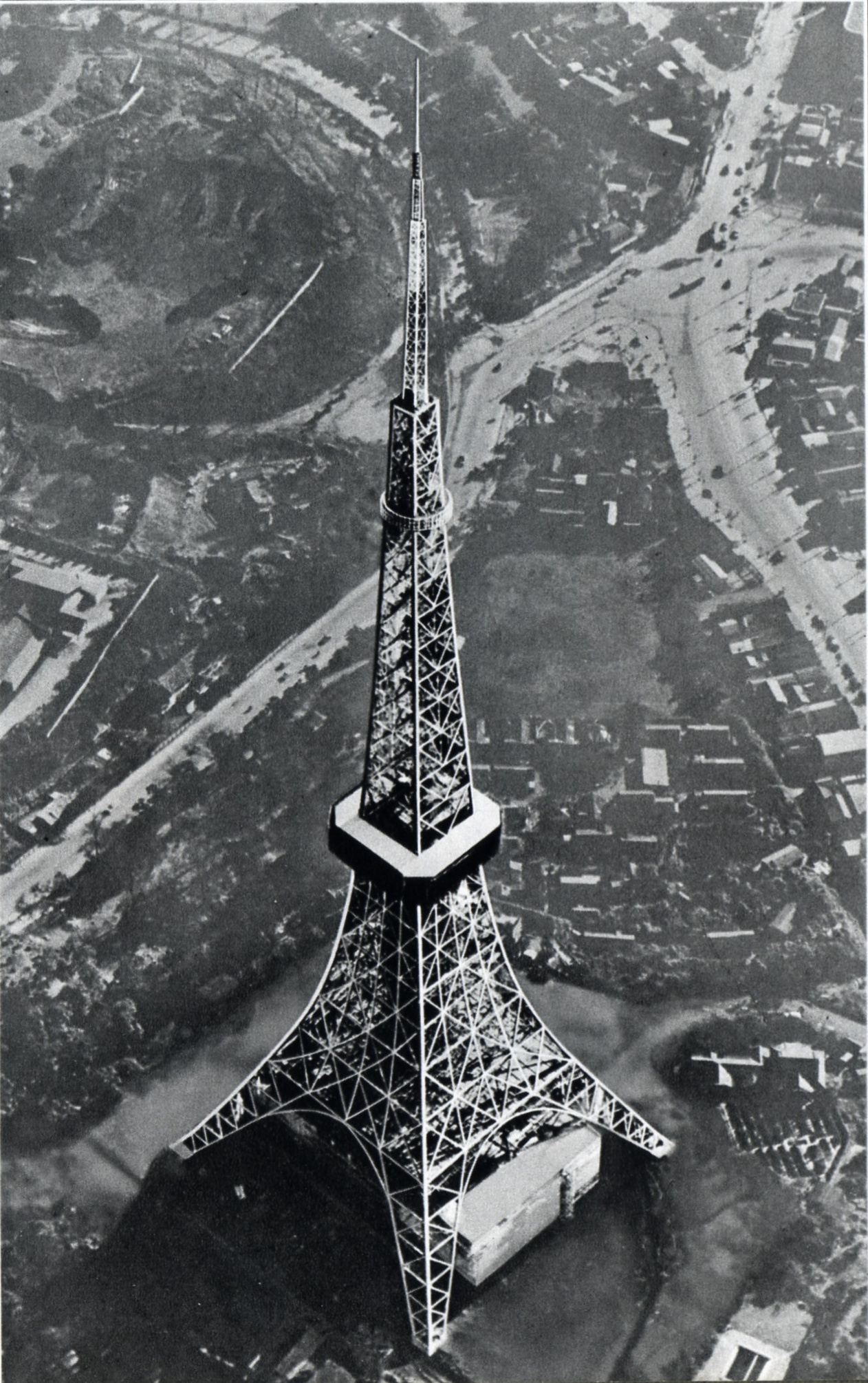
Vista aérea da Torre de Tóquio em 1961.

Necessitava-se de uma grande torre de transmissão na região de Kanto após a NHK, a estação de radiodifusão pública, começar a transmitir programação de televisão em 1953. As companhias de transmissão privada começaram a operar nos meses seguintes à construção da torre de transmissão da própria NHK. Essa expansão das comunicações levou o governo japonês a acreditar que as torres de transmissão logo seriam construídas em toda a província de Tóquio, eventualmente lotando a cidade. A solução proposta foi a construção de uma grande torre capaz de transmitir para toda a região. Além disso, devido ao milagre econômico japonês do pós-guerra na década de 1950, o Japão estava à procura de um monumento para simbolizar sua ascendência como uma potência econômica global.
Hisakichi Maeda, fundador e presidente da Nippon Television City Corp., a proprietária e operadora da torre, originalmente planejava que a esta fosse mais alta do que o Empire State Building, que, com seus 381 metros de altura, era a estrutura mais alta do mundo. No entanto, o plano não se concretizou devido à falta de recursos e materiais. A altura da torre acabou sendo determinada pela distância que as estações de TV necessitavam para transmitir para toda a região de Kanto, uma distância de cerca de 150 quilômetros. Tachū Naitō, um renomado arquiteto de grandes edifícios no Japão, foi escolhido para projetar a nova torre. Usando o mundo ocidental como inspiração, ele baseou seu projeto na Torre Eiffel de Paris, França. Com a ajuda da companhia de engenharia Nikken Sekkei Ltd., Naitō alegou que seu projeto poderia suportar terremotos com uma intensidade duas vezes maior que a do grande terremoto de Kanto ou tufões com velocidades acima de 220 km/h.

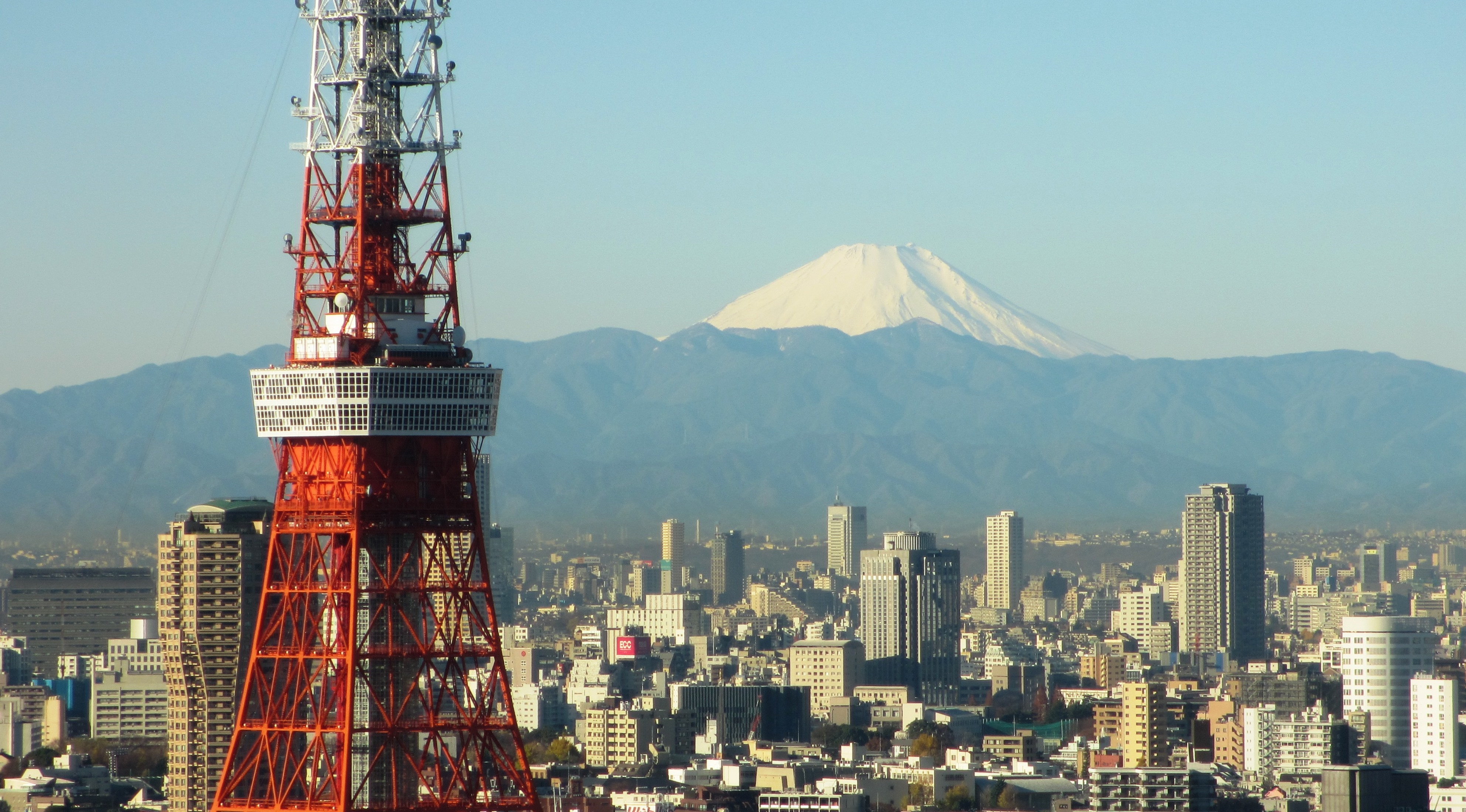
Parte da torre com o Monte Fuji ao fundo.

O projeto da nova construção atraiu centenas de tobi, trabalhadores japoneses de construções tradicionais que se especializaram na construção de estruturas de grandes dimensões. A Corporação Takenaka deu início às obras em junho de 1957 e todos os dias pelo menos 400 operários trabalharam na torre. Esta foi construída com aço, um terço do qual foi tirado da sucata de tanques estadunidenses danificados na Guerra da Coreia. Quando a antena de 90 metros foi aparafusada no local em 14 de outubro de 1958, a Torre de Tóquio passou a ser a mais alta torre independente do mundo, ultrapassando a Torre Eiffel em 13 metros. Apesar de ser maior que a Torre Eiffel, a Torre de Tóquio pesa apenas cerca de 4 mil toneladas, 3,3 mil toneladas a menos que a torre francesa. Mesmo que outras torres tenham ultrapassado a altura da Torre de Tóquio, sua estrutura ainda é a mais alta estrutura de aço de autossustentação do mundo e era a mais alta estrutura artificial do Japão até abril de 2010, quando a nova Tokyo Sky Tree se tornou o edifício mais alto do país. Ela foi aberta ao público em 23 de dezembro de 1958 com um custo final de 2,8 bilhões de ienes. A Torre de Tóquio foi hipotecada por 10 bilhões de ienes em 2000.

## Funções

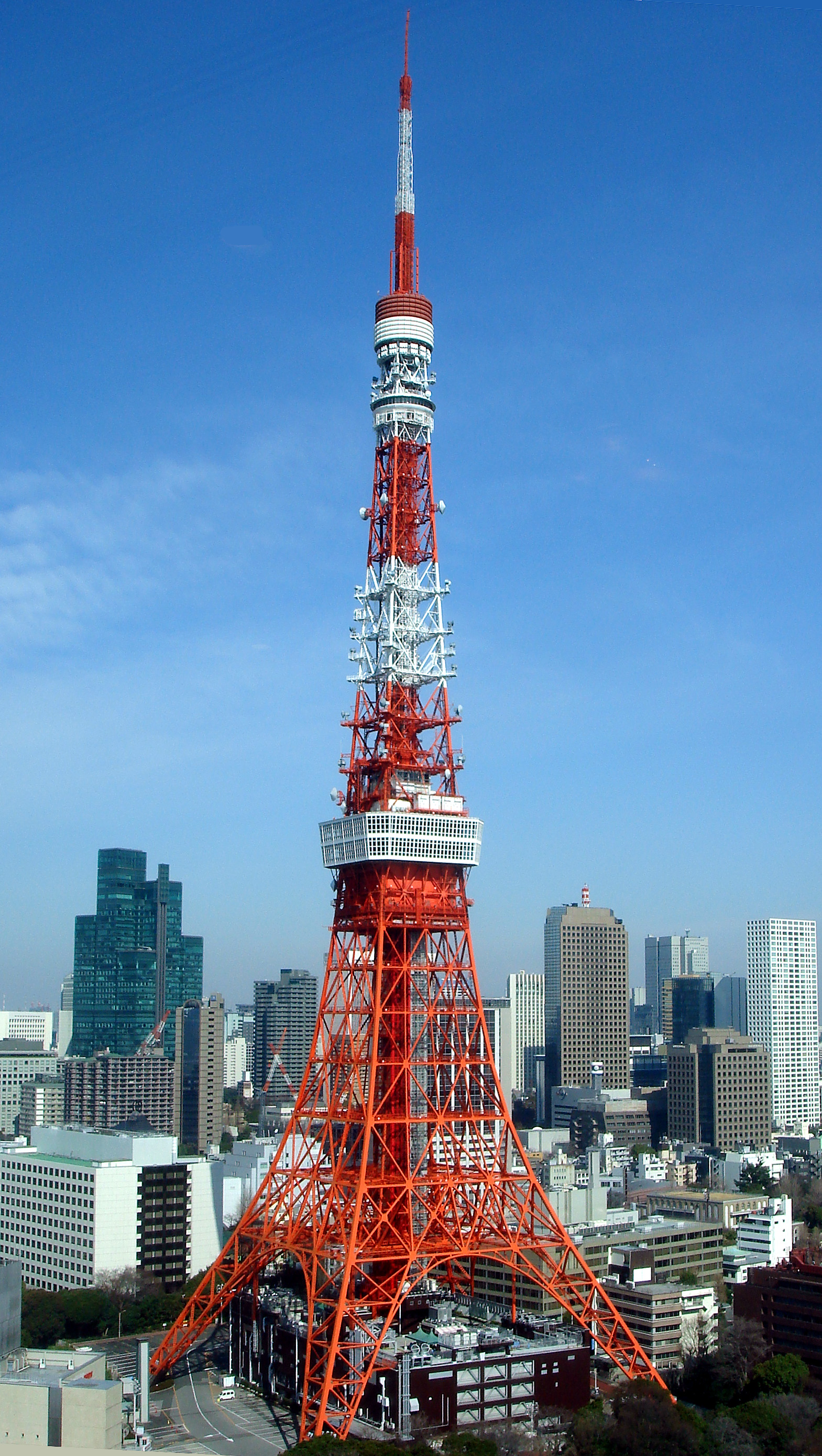
O Observatório Especial localiza-se diretamente abaixo do equipamento de transmissão de televisão digital da torre.

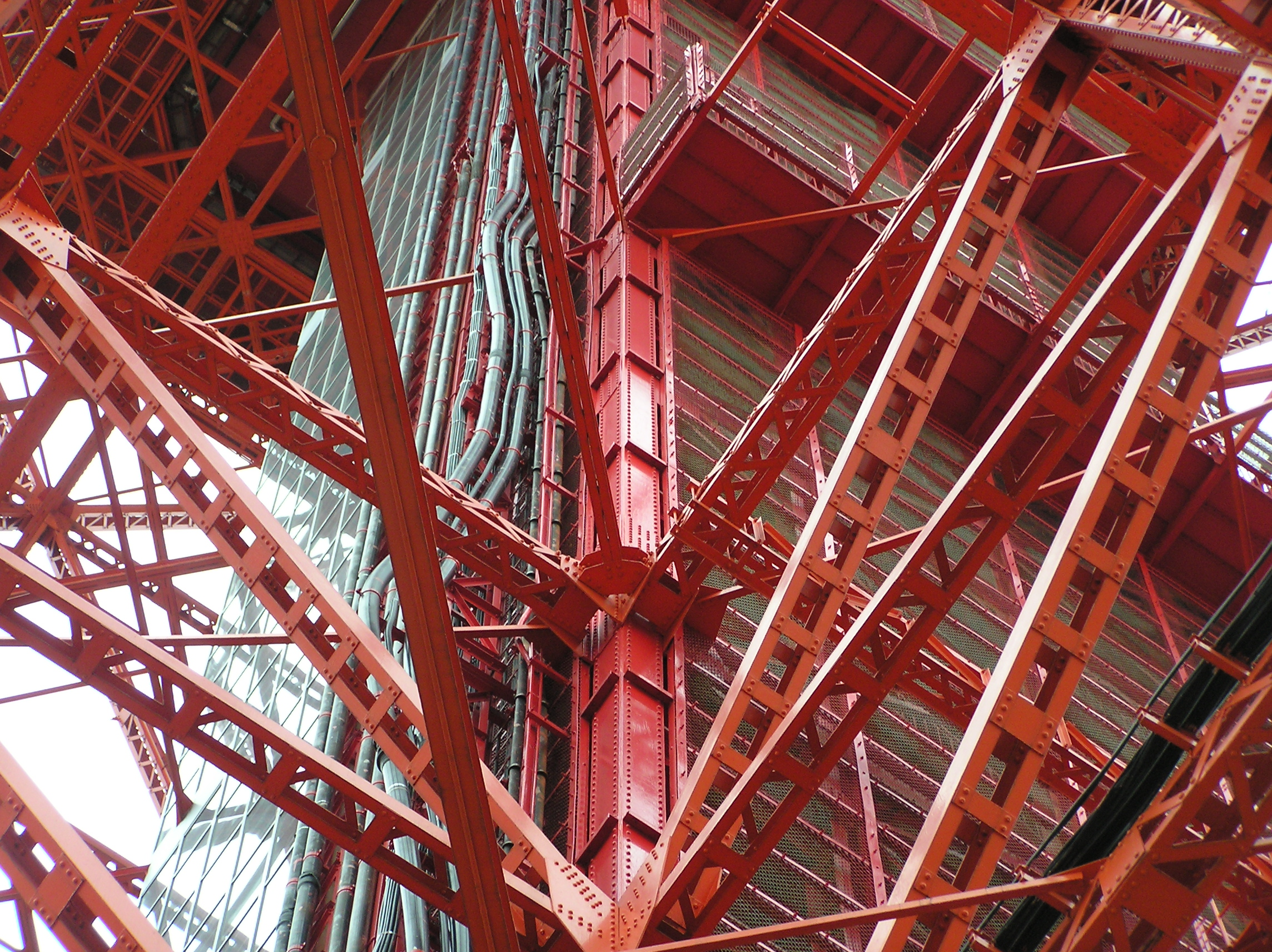
Estrutura de aço da Torre de Tóquio.

As duas principais fontes de renda da Torre de Tóquio são a locação da antena e o turismo. Ela funciona como uma estrutura de suporte à antena de transmissão de rádio e televisão e é um ponto turístico que sedia diferentes atrações. Mais de 150 milhões de pessoas visitaram a torre desde sua abertura no final de 1958. As visitas turísticas à torre foram gradativamente diminuindo até terem chegado aos 2,3 milhões de visitantes n ano de 2000. Desde então, o comparecimento de pessoas tem vindo a aumentar, e recentemente atraí aproximadamente 3 milhões de visitantes por ano. A primeira área na qual os turistas chegam é a FootTown, um edifício de quatro andares localizado diretamente abaixo da torre. Neste lugar, os visitantes podem comer, comprar e visitar alguns museus e galerias. Elevadores que partem do primeiro andar do FootTown podem ser usados para alcançar a primeira das duas plataformas de observação, o Observatório Principal de dois andares. Pelo preço de outra entrada, os visitantes podem embarcar em um outro conjunto de elevadores no segundo andar do Observatório Principal para alcançar a plataforma final de observação — O Observatório Especial.

### Transmissão
A Torre de Tóquio, membro da Federação Mundial de Grandes Torres, é utilizada por algumas organizações para vários propósitos de transmissão de canais. A estrutura foi originalmente concebida para a transmissão televisiva, mas antenas de rádio foram instaladas em 1961, visto estar apta a acomodá-las. A torre atualmente transmite televisão digital, rádio e rádio digital. Os canais que usam a antena da torre são nomeadamente:
- NHK General TV
- NHK Educational TV
- NHK Radio 1
- TV Asahi
- Fuji Television Tokyo
- Tokyo Broadcasting System Television
- Nippon Television Tokyo
- TV Tokyo
- J-wave
- Tokyo FM
- FM Interwave
- Open University of Japan
- The University of the Air-FM
- Tokyo Metropolitan Television
- Nikkei Radio Broadcasting

O Japão utilizava tanto a transmissão analógica quanto a digital, mas em julho de 2011 toda a transmissão televisiva passou a ser digital. A Torre de Tóquio não é uma antena de transmissão confiável para canais digitais, visto não ser alta o suficiente para transmitir as ondas de alta frequência necessárias para alcançar regiões cercadas por florestas ou arranha-céus. Como alternativa, uma nova torre com 634 metros de altura chamada Tokyo Sky Tree foi projetada, tendo sido inaugurada em 2012. A fim de tornar a Torre de Tóquio mais atrativa para a NHK e outras cinco emissoras comerciais que planejam mudar suas estações de transmissão para a nova torre, oficiais da Nippon Television City projetaram um estudo que focava aumentar a antena de transmissão digital de 80 para 100 metros. Para isso, a estrutura deveria ser alargada em 20 metros, o que custaria aproximadamente 4 bilhões de ienes. Além de arcar com este custo, a companhia colocaria mais 3,5 bilhões de ienes na reforma da estação de transmissão, oferecendo quatro vezes mais área para cada emissora. Entretanto, as restrições da aviação em Tóquio limitaram a altura da Torre de Tóquio, porém o atual presidente da Nippon Television City, Shin Maeda, afirmou mais tarde que a companhia planejava discutir o assunto com os ministérios e agências. No entanto, caso esses projetos não se concretizarem, a Torre de Tóquio irá interromper a transmissão de rádio e TV digital, com a exceção da Open University of Japan, que continuará sendo transmitida. Estações de rádio FM também irão continuar a utilizar a torre para transmitir na região de Tóquio. Masahiro Kawada, o diretor de planejamento da torre, também destacou a possibilidade da torre se tornar uma estação de backup da Tokyo Sky Tree, dependendo do que as emissoras de TV desejam ou necessitam. A ponta da antena foi danificada em 11 de março de 2011, como resultado do sismo e tsunami de Tohoku de 2011.

### Atrações

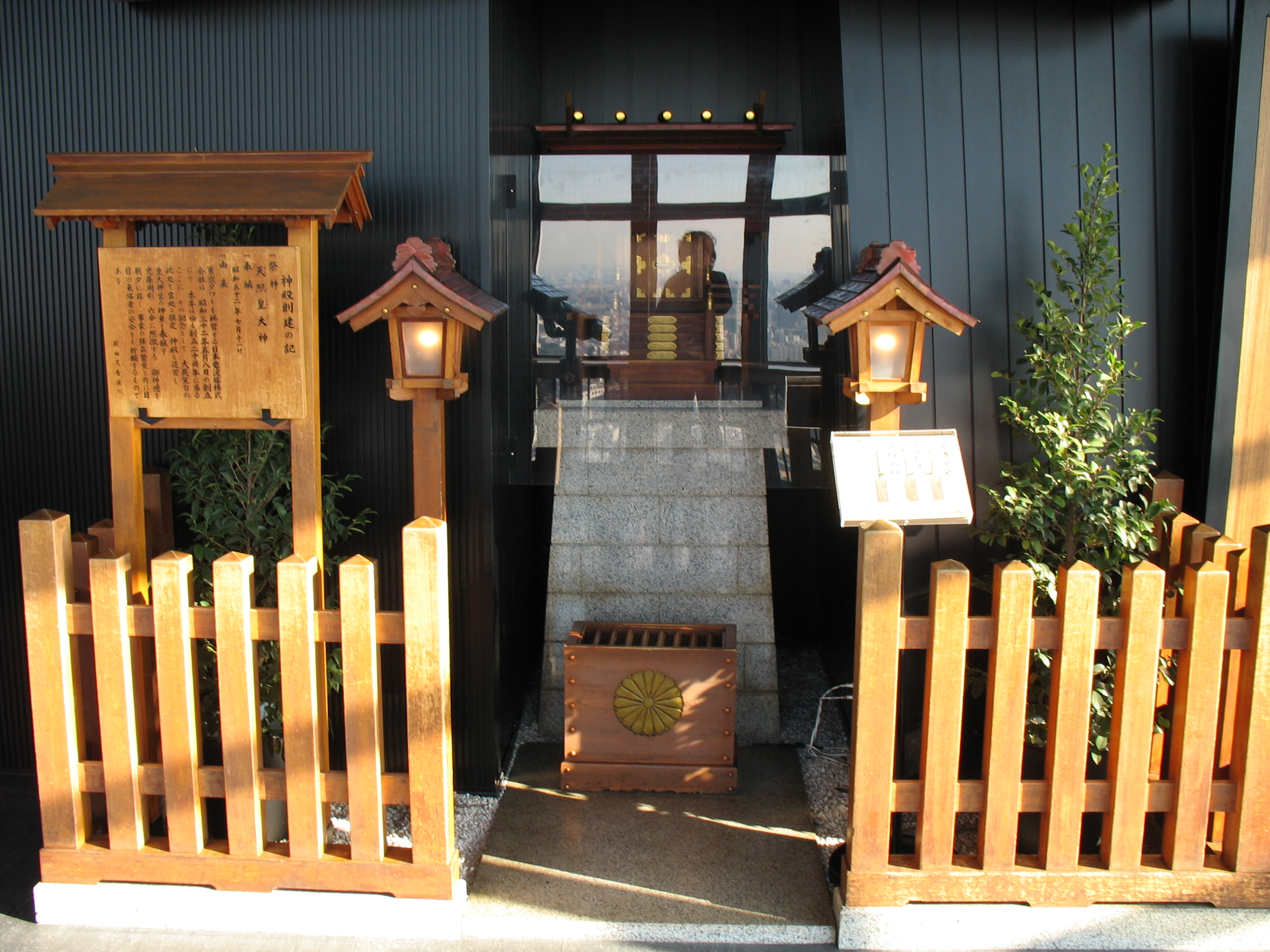
"Tower Daijingu Shrine, um santuário xintoísta que se localiza no segundo andar do Observatório Principal.

Localizado na base da torre está um edifício de quatro andares conhecido como FootTown. O primeiro andar inclui uma galeria de aquário, um salão de recepção, um restaurante com capacidade para 400 pessoas, uma loja de conveniência da FamilyMart e uma loja de lembranças. As principais atrações desse andar, no entanto, são os três elevadores que vão direto para o Observatório Principal. O segundo andar é ocupado principalmente por uma área de comida e compras. Além dos cinco restaurantes, a praça de alimentação do segundo andar consiste de quatro restaurantes, incluindo um McDonald's e um Pizza-La.
Os terceiro e quarto andares da FootTown sedia algumas atrações turísticas. No terceiro andar localiza-se o Museu do Guinness World Records de Tóquio, um museu com algumas figuras em tamanho real, painéis de foto e recordações que descrevem registros interessantes que foram autenticados pelo Guinness Book. O Museu de Cera da Torre de Tóquio, aberto em 1970, exibe esculturas de cera importadas de Londres. As figuras à mostra variam de ícones da cultura popular, como The Beatles, a figuras históricas como Jesus Cristo. Uma galeria de hologramas chamada Galeria DeLux, um lounge e algumas lojas especializadas também se localizam neste andar. A Tokyo Tower's Trick Art Gallery está localizada no quarto e último andar do edifício. Essa galeria exibe ilusões de ótica, incluindo pinturas e objetos com os quais os visitantes podem interagir.

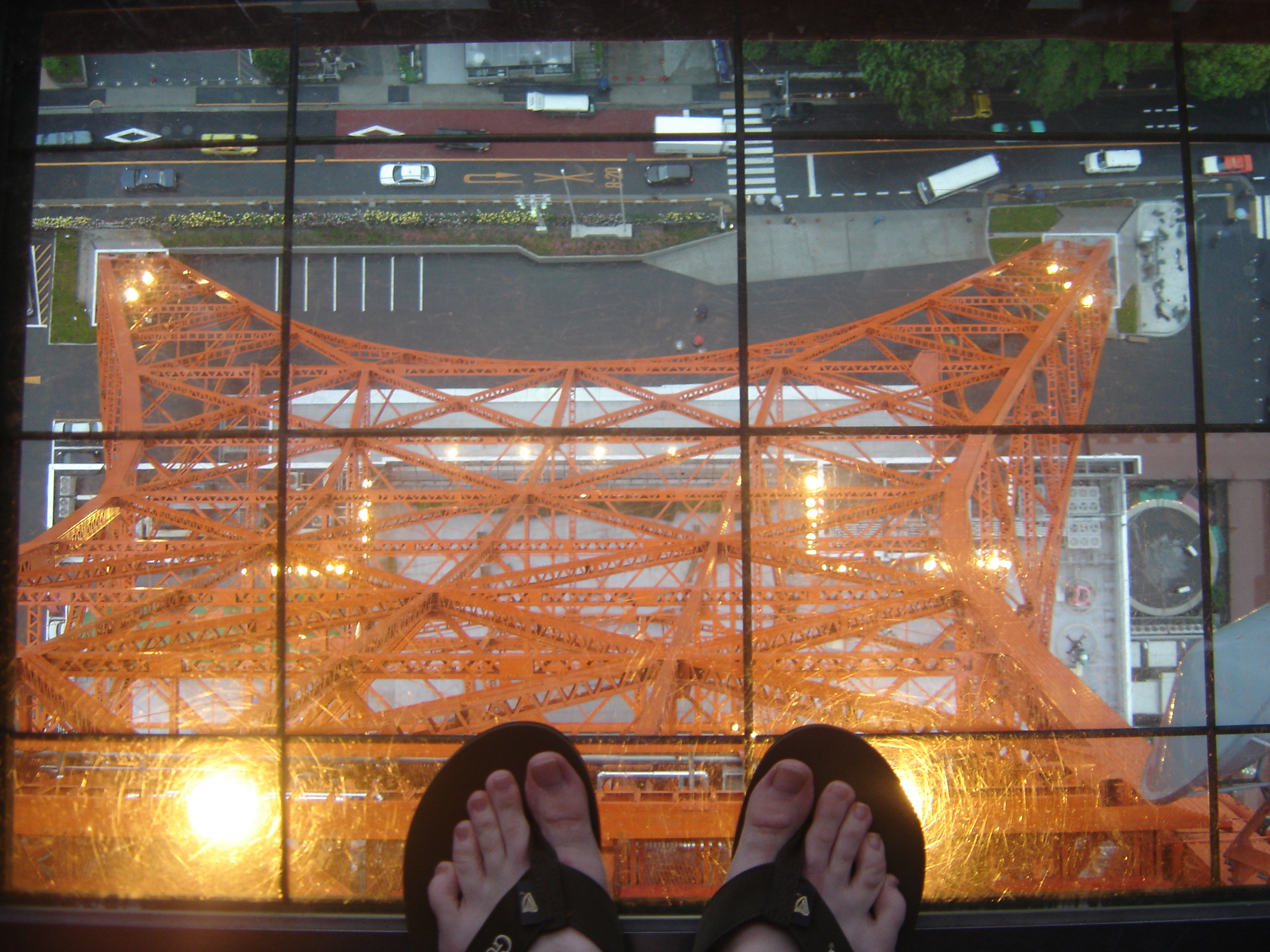
Vista através de uma abertura com piso de vidro no Observatório Principal da Torre.

Em cima do edifício do FootTown encontra-se um pequeno parque de diversões que contém alguns brinquedos pequenos e sedia performances ao vivo para as crianças. Nos fins de semana e feriados, os visitantes podem usar o terraço para acessar as escadas externas da torre. Com aproximadamente 660 degraus, a escada é uma alternativa para os elevadores da torre e leva diretamente ao Observatório Principal.
A Torre de Tóquio possui duas plataformas de observação — O Observatório Principal e o Observatório Especial. Ambos oferecem uma visão de 360 graus de Tóquio e, em dias ensolarados, o Monte Fuji pode ser visto ao sul. O Observatório Principal, de dois andares, localizado a 145 metros, fornece aos visitantes uma visão de Tóquio e guarda algumas atrações. O primeiro andar sedia um pequeno café e um pequeno palco que é usado para apresentações de música ao vivo. Também localizadas neste andar estão as "duas janelas de visão para baixo" que permitem aos visitantes permanecer acima de uma pequena janela e olhar para o chão a 145 metros de altura. O segundo andar (a 150 metros) possui uma pequena loja de lembranças e um santuário xintoísta, sendo este último o mais alto santuário dos bairros de Tóquio. Os elevadores que levam ao Observatório Especial também se localizam neste andar. Partindo desses elevadores, os visitantes podem alcançar o Observatório Especial. Um observatório pequeno, circular e completamente fechado localiza-se a 250 metros de altura.

## Iluminação e aparência
A Torre de Tóquio requer um total de 28 mil litros de tinta para pintar completamente a estrutura de branco e laranja internacional, em conformidade com as normas de segurança aérea. A cada cinco anos, a torre passa por uma reforma de um ano na qual ela é completamente repintada. Antes do aniversário de 30 anos em 1987, a única iluminação da torre eram lâmpadas localizadas nos contornos dos cantos que se estendem da base até a antena. Na primavera de 1987, a Nippon Television City convidou o designer de iluminação Motoko Ishii para visitar a torre. Desde sua abertura, 30 anos antes, as vendas anuais de ingressos da torre tinham diminuído drasticamente, e em uma aposta para revitalizar a torre e estabelecê-la de novo como uma importante atração turística de Tóquio, Ishii foi contratado para redesenhar a iluminação da Torre de Tóquio.
Revelada em 1989, a nova iluminação exigia a remoção das antigas lâmpadas e a instalação de 176 refletores em torno da armação da torre. De manhã até a noite, os refletores iluminam a torre inteira. Lâmpadas de vapor de sódio são usadas desde 2 de outubro até 6 de julho para cobrir a torre de uma cor laranja. De 7 de julho a 1 de outubro, as luzes foram trocadas para por lâmpadas de iodetos metálicos para iluminar a torre com uma cor branca. A razão por trás da mudança se deve a motivos sazonais. Ishii alegava que o laranja é uma cor mais quente e ajuda a compensar os meses frios do inverno. Por outro lado, o branco é uma cor frita que ajuda durante os meses quentes do verão.
Ocasionalmente, a iluminação da Torre de Tóquio é trocada para arranjos específicos e únicos de eventos especiais. A torre é especialmente acesa em alguns eventos anuais. Desde 2000, a torre inteira tem sido iluminada com uma luz rosa em 1º de outubro para marcar o começo do mês nacional de consciência do câncer de mama. A torre também tem tido uma grande variedade de arranjos especiais de luzes para o natal desde 1994. Eventos especiais japoneses também mudaram a iluminação da torre para alguns modos não-tradicionais. Em 2002, seções alternadas da torre foram acesas em azul para celebrar a abertura da Copa do Mundo FIFA 2002 no Japão. Seções alternadas da torre foram acesas de verde no Dia de São Patrício em 2007 para comemorar o 50º aniversário das relações nipo-irlandesas. Em algumas ocasiões, a Torre de Tóquio até mesmo tem sido especialmente acesa para eventos corporativos. Por exemplo, a metade de cima da torre foi acesa de verde para a promoção da estreia japonesa de The Matrix Reloaded e diferentes seções da torre foram acesas de vermelho branco e preto para comemorar o primeiro dia de vendas da Coca-Cola C2. A torre foi também acesa para o novo milênio em 2000, com Motoko Ishii novamente repetindo seu papel como designer. Em dezembro de 2008, a Nippon Television City gastou 6,5 milhões de dólares para criar um novo esquema de iluminação noturna, intitulada de "Véu de diamante", para celebrar o 50º aniversário da torre. O arranjo utilizou 276 luzes em sete cores igualmente distribuídas pelas quatro faces da torre.
Quando se emprega iluminação especial na torre, o Observatório Principal normalmente exerce um papel importante. Durante o segundo "Dia internacional da pulseira branca (white band)", em 10 de setembro de 2005, a torre foi completamente apagada exceto o Observatório Principal, que foi aceso com uma luz branca brilhante. O anel branco representava a pulseira branca que deu o nome para o dia. Os dois andares de janelas do Observatório são utilizados para exibir palavras ou números. A torre empregou uma iluminação especial para comemorar a estreia da transmissão digital terrestre na região de Kanto em 1 de dezembro de 2005, com cada lado do Observatório Principal exibindo os caracteres 地デジ (chi deji) — uma abreviatura para 地上デジタル放送 (chijō dejitaru hōsō, transmissão digital terrestre). Mais recentemente, o observatório exibiu as palavras "TOKYO" e "2016" para destacar a Candidatura de Tóquio para os Jogos Olímpicos de Verão de 2016. Imagens primitivas, tais como corações, também têm sido exibidas usando as janelas do observatório.

## Na cultura popular

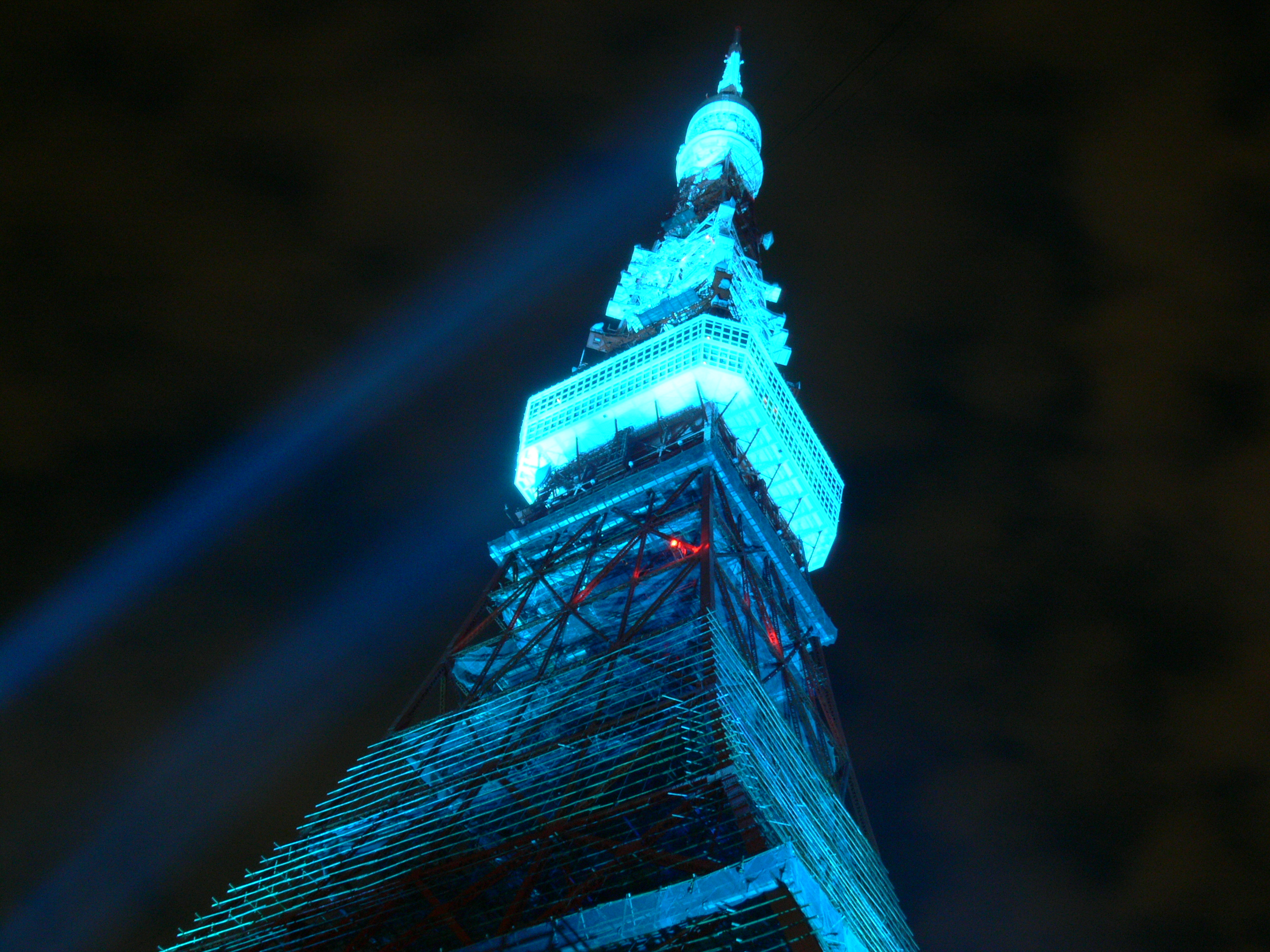
Partes da torre acesas de azul para o Dia Mundial da Diabetes, 2007.

Assim como a Torre Eiffel é frequentemente usada na cultura popular para localizar imediatamente uma cena em Paris, na França, a Torre de Tóquio é muito usada para os mesmo fins para Tóquio. Ela aparece em animes e mangás como Guerreiras Mágicas de Rayearth, Cardcaptor Sakura, X/1999, Gantz, Air Gear e Sailor Moon. A torre é frequentemente usada no filme japonês de gênero kaiju (monstro gigante). Ela serviu de locação para as batalhas climáticas entre Godzilla, Mothra e King Kong (King Kong Escapes), sendo destruída e reconstruída inúmeras vezes. Baseado na popular série de mangá de Ryohei Saigan, o filme de 2005 Always Sanchōme no Yūhi tinha uma vista nostálgica da vida nas vizinhanças do local de construção da Torre de Tóquio. A torre também marcou presença em Cars Toons, um curta-metragem da Pixar, e no nível "Samurai Blue" de Moero! Nekketsu Rhythm Damashii: Osu! Tatakae! Ouendan 2, um jogo de ritmo do Nintendo DS.[carece de fontes?] A Torre de Tóquio possui dois mascotes chamados Noppon. São dois irmãos, o mais velho vestindo um macacão azul e o mais novo vestindo um macacão vermelho. Eles foram criados em 23 de dezembro de 1998 para celebrar o 40º aniversário da Torre de Tóquio.